# بيل شوارتز (لاعب كرة قاعدة)
بيل شوارتز (بالإنجليزية: Bill Schwartz)‏ هو لاعب كرة قاعدة أمريكي، ولد في 22 أبريل 1884 في كليفلاند في الولايات المتحدة، وتوفي في 29 أغسطس 1961 في ناشفيل في الولايات المتحدة.

## وصلات خارجية
- بيل شوارتز (لاعب كرة قاعدة) على موقعبيزبول رفرنس.كوم (الدوري الرئيسي) (الإنجليزية)
- بيل شوارتز (لاعب كرة قاعدة) على موقعبيزبول رفرنس.كوم (الدوري الثانوي) (الإنجليزية)